# Liste bekannter Arabisten
Die Liste bekannter Arabisten erfasst Forscher, Gelehrte und andere Persönlichkeiten, die sich mit der arabischen Sprache, Literatur und Kultur wissenschaftlich beschäftigen. Sie sind entweder für die Arabistik habilitiert, als Autoren relevant oder haben bedeutende Beiträge zur Arabistik geleistet.

## A
- Jacob Georg Christian Adler (1756–1834)
- Wilhelm Ahlwardt (1828–1909)
- Asad Q. Ahmed (* 1977)
- Waleed Saleh Alkhalifa (* 1951)
- Michele Amari (1806–1889)
- Tor Andræ (1885–1947)
- Friedrich August Arnold (1812–1869)
- Rüdiger Arnzen

## B
- Carmela Baffioni (* 1951)
- Thomas Bauer (* 1961)
- Charles Barbier de Meynard (1826–1908)
- Alfred Felix Landon Beeston (1911–1995)
- Lale Behzadi
- Richard Bell (1876–1952)
- Simon van den Bergh (1819–1907)
- Gotthelf Bergsträßer (1886–1933)
- Józef Bielawski  (1910–1997)
- Louis Jacques Bresnier (1814–1869)
- Ronald J. C. Broadhurst (1906–1976)
- Carl Brockelmann (1868–1956)
- Frants Buhl (1850–1932)

## C
- Jean Jacques Antoine Caussin de Perceval (1759–1835)
- Thomas Chenery (1826–1884)
- Johann Christian Clodius (1676–1745)
- José Antonio Conde (1766–1820)
- Henry Corbin (1903–1978)
- François Pétis de la Croix (Orientalist, 1622) (1622–1695), französischer Orientalist
- François Pétis de la Croix (Orientalist, 1653) (1653–1713), französischer Orientalist
- Salvatore Cusa (1822–1893)

## D
- Janusz Danecki (* 1946)
- Claudia Dantschke (* 1963)
- Hartwig Derenbourg (1844–1908)
- Joseph Derenbourg (1811–1895)
- Werner Diem (* 1944)
- Friedrich Dieterici (1821–1903)
- Albert Dietrich (1912–2015)
- Charles M. Doughty (1843–1926)
- Reinhart Dozy (1820–1883)
- Marek Dziekan (* 1965)

## E
- Johann Gottfried Eichhorn (1752–1827)
- Heidrun Eichner (* 1973)
- Gerhard Endress (* 1939)
- Thomas Erpenius (1584–1624)
- Josef van Ess (1934–2021)

## F
- Serafín Fanjul (* 1945)
- Michael Fisch (* 1964)
- August Fischer (1865–1949)
- Wolfdietrich Fischer (1928–2013)
- Heinrich Leberecht Fleischer (1801–1888)
- Manfred Fleischhammer (* 1928)
- Gustav Flügel (1802–1870)
- Georg Wilhelm Freytag (1788–1861)
- Johann Fück (1894–1974)

## G
- Francesco Gabrieli (1904–1996)
- Antoine Galland (1646–1715)
- Maurice Gaudefroy-Demombynes (1862–1957)
- Hamilton Alexander Rosskeen Gibb (1895–1971)
- Eduard Glaser (1855–1908)
- Shlomo Dov Goitein (1900–1985)
- Ignaz Goldziher (1850–1921)
- Michael Jan de Goeje (1836–1909)
- Emilio García Gómez (1905–1995)
- Emilio González Ferrín (* 1965)
- Hans Ludwig Gottschalk (1904–1981)
- Georg Graf (1875–1955)
- George Grigore (* 1958)
- Gustav Edmund von Grunebaum (1909–1972)
- Sebastian Günther (* 1961)
- Alfred Guillaume (1888–1965)
- Dimitri Gutas (* 1945)
- Stanislas Guyard (1846–1884)

## H
- Max Habicht (1775–1839)
- Hendrik Arent Hamaker (1789–1835)
- Jaakko Hämeen-Anttila (1963–2023)
- Joseph von Hammer-Purgstall (1774–1856)
- Martin Hartmann (1851–1918)
- Richard Hartmann (1881–1965)
- Max Henning (1861–1927)
- Julius Hirschberg (1843–1925)
- Philip K. Hitti (1886–1978)
- Gerhard Hoffmann (* 1941)
- Maria Höfner (1900–1992)
- Max Horten (1874–1945)

## J
- Georg Jacob (1862–1937), der Begründer der modernen Turkologie in Deutschland
- Hans Jansen (1942–2015)
- Jacques Jomier (1914–2008)

## K
- Paul Kahle (1875–1964)
- Karel Keller (* 1944)
- Mohammed Khallouk (* 1971)
- Karin Kneissl (* 1965)
- Andrei Witaljewitsch Korotajew (* 1961)
- Paul Kraus (1904–1944)
- Alfred von Kremer (1828–1889)
- Remke Kruk (* 1942)

## L
- Jacob M. Landau (1924–2020)
- Edward William Lane (1801–1876)
- Stanley Lane-Poole (1854–1931)
- Gérard Lecomte (1926–1997)
- Bernard Lewis (1916–2018)
- Julius Lippert (1866–1911)
- Enno Littmann (1875–1958)
- Otto Loth (1844–1881)
- Günter Lüling (1928–2014)
- Charles James Lyall (1845–1920)

## M
- Wilferd Madelung (1930–2023)
- Muhsin Mahdi (1926–2007)
- David Samuel Margoliouth (1858–1940)
- Louis Massignon (1883–1962)
- August Ferdinand Mehren (1822–1907)
- Paolo Minganti (1925–1978)
- Georg Misch (1878–1965)
- Gema Martín Muñoz (* 1955)
- Alois Musil (1868–1944)
- Hans von Mžik (1876–1961)

## N
- Tilman Nagel (* 1942)
- Carlo Alfonso Nallino (1872–1938)
- Angelika Neuwirth (* 1943)
- Carsten Niebuhr (1733–1815)
- Adolphe Noël des Vergers (1805–1867)
- Theodor Nöldeke (1836–1930)

## O
- De Lacy O’Leary (1872–1957)
- Claudia Ott (* 1968)

## P
- Edward Henry Palmer (1840–1882)
- Curt Prüfer (1881–1959)
- Rudi Paret (1901–1983)
- Charles Pellat (1914–1992)
- Holger Preißler (1943–2006)

## R
- Lothar Rathmann (1927–2022)
- Hermann Reckendorf (1863–1924)
- Johann Jacob Reiske (1716–1774)
- Oskar Rescher (1883–1972)
- Julián Ribera (1858–1934)
- Umberto Rizzitano (1913–1980)
- Robert von Ketton (1110–1160)
- Franz Rosenthal (1914–2003)
- Friedrich Rückert (1788–1866)
- Julius Ruska (1867–1949)

## S
- Abdulghafur Sabuni (* 1940)
- Eduard Sachau (1845–1930)
- Antoine-Isaac Silvestre de Sacy (1758–1838)
- John Herne Sanders (1888–1976)
- George Sarton (1884–1956)
- Sayyed Husain Ali Bilgrami (1844–1926)
- Joseph Schacht (1902–1969)
- Adolf Friedrich von Schack (1815–1894)
- Johann David Schieferdecker (1672–1721)
- Karl Heinrich Schier (1802–1869)
- Annemarie Schimmel (1922–2003)
- Götz Schregle (1923–2014)
- Wolfgang G. Schwanitz (* 1955)
- Theodor Seif (1894–1939)
- Fuat Sezgin (1924–2018)
- Francisco Javier Simonet (1829–1897)
- Christiaan Snouck Hurgronje (1857–1936)
- Otto Spies (1901–1981)
- Anton Spitaler (1910–2003)
- Bertold Spuler (1911–1990)
- Samuel Miklos Stern (1920–1969)
- Gotthard Strohmaier (* 1934)

## T
- Franz Taeschner (1888–1967)
- Felix Tauer (1893–1981)
- Wilfred Thesiger (1910–2003)
- Jaroslav Tkáč (1871–1927)
- Gerald J. Toomer (* 1934)
- Arthur Stanley Tritton (1881–1973)
- Gérard Troupeau (1927–2010)

## U
- Manfred Ullmann (* 1931)

## V
- Virginia Vacca (1891–1988)
- Laura Veccia Vaglieri (1893–1989)
- Zeki Velidi Togan (1890–1970)
- Cornelis H. M. Versteegh (* 1947)

## W
- Richard Rudolf Walzer (1900–1975)
- William Montgomery Watt (1909–2006)
- Hans Wehr (1909–1981)
- Gustav Weil (1808–1889)
- Julius Wellhausen (1844–1918)
- Johann Christoph Wichmannshausen (1663–1727)
- Philipp Wolff (1810–1894)
- Franz Wöpcke (1826–1864)
- William Wright (1830–1889)
- Ferdinand Wüstenfeld (1808–1899)

## Z
- Václav Zelenka (1892–1979)
- Karl Vilhelm Zetterstéen (1866–1953)
- Hermann Zotenberg (1834–1909)